# Premier district congressionnel de Californie
Le 1er district congressionnel de Californie est un district situé en Californie. Doug LaMalfa, un Républicain, représente le district depuis janvier 2013. Actuellement, il englobe la partie nord-est de l'État. Depuis les élections de 2022, il comprend les comtés de Butte, Colusa, Glenn, Lassen, Modoc, Shasta, Siskiyou, Sutter et Tehama, ainsi que la majeure partie du Comté de Yuba. Les plus grandes villes du district sont Chico, Redding et Yuba City.
Avant le redécoupage en 2021, il comprenait les comtés de Butte, Lassen, Modoc, Plumas, Shasta, Sierra, Siskiyou et Tehama, la majeure partie du Comté du Nevada, une partie du Comté de Glenn et une partie du Comté de Placer. Lors du redécoupage de 2021, il a ajouté la région Yuba-Sutter et supprimé la majeure partie de sa part de la Sierra Nevada.

## Compétitivité
Avant 2013, le dernier siège occupé par les Républicains le fut en 1998 lorsque le Représentant Frank Riggs (en) a décidé de se présenter au Sénat américain. Riggs a été remplacé par le Représentant d'État Démocrate de longue date et Sénateur d'État Mike Thompson. Le redécoupage en 2001 a ajouté des zones à tendance Démocrate du Comté de Yolo.
John Kerry a remporté le district lors de l'élection présidentielle de 2004 avec 59,7% des voix. Barack Obama a remporté le district lors de l'élection présidentielle de 2008 avec 65,60 % des voix. Le redécoupage après le recensement de 2010 a rendu le district beaucoup plus républicain; Mitt Romney et Donald Trump ont remporté le district à deux chiffres en 2012, 2016 et 2020 respectivement.

## Géographie
| #   | Comté    | Siège      | Population |
| --- | -------- | ---------- | ---------- |
| 7   | Butte    | Oroville   | 207 172    |
| 11  | Colusa   | Colusa     | 22 037     |
| 21  | Glenn    | Willows    | 28 129     |
| 35  | Lassen   | Susanville | 28 861     |
| 49  | Modoc    | Alturas    | 8500       |
| 89  | Shasta   | Redding    | 180 366    |
| 93  | Siskiyou | Yreka      | 42 905     |
| 101 | Sutter   | Yuba City  | 97 948     |
| 103 | Tehama   | Red Bluff  | 64 896     |
| 115 | Yuba     | Marysville | 85 722     |

Depuis le redécoupage de 2020, le 1er district de Californie est situé dans le nord-est de la Californie. Il comprend les comtés de Butte, Colusa, Glenn, Lassen, Modoc, Shasta, Siskiyou, Sutter et Tehama, ainsi qu'une partie du Comté de Yuba.
Le Comté de Yuba est divisé entre ce district et le 3e district. Ils sont divisés par la State Highway 70, Ellis Rd et Union Pacific. Le 1er district comprend la ville de Marysville et les census-designated places environnantes.

### Villes et census-designated place de 10 000 personnes ou plus
- Chico - 101 000
- Redding - 93 611
- Yuba City - 70 117
- Linda - 21 654
- Oroville - 20 042
- Susanville - 16 728
- Olivehurst - 16 595
- Red Bluff - 14 710
- Marysville - 12 844
- Anderson - 11 323
- Shasta Lake - 10 371

### Villes de 2500 à 10 000 personnes
- Live Oak - 9106
- Corning - 8244
- Plumas Lake - 8126
- Oroville East - 8038
- Magalia - 7795
- Yreka - 7807
- Orland - 7622
- Gridley - 7421
- Thermalito - 7198
- Colusa - 6411
- Willows - 6072
- Durham - 5834
- Palermo - 5555
- Williams - 5408
- Paradise - 4764
- Wheatland - 3873
- Wheatland - 3712
- Arbuckle - 3484
- South Oroville - 3235
- Mount Shasta - 3223
- Kelly Ridge - 3006
- Sutter - 2997
- Weed - 2862
- Alturas - 2715

## Historique de vote
| Année | Poste               | Résultat                       |
| ----- | ------------------- | ------------------------------ |
| 1990  | Gouverneur          | Feinstein 51,6 % - 42,3 %      |
| 1992  | Président           | Clinton 46,8 % – 29,2 %        |
| 1992  | Sénateur            | Boxer 49,8 % – 39,4 %          |
| 1992  | Sénateur (Spéciale) | Feinstein 57,9 % – 33,8 %      |
| 1994  | Gouverneur          | Wilson 53,0 % – 41,8 %         |
| 1994  | Sénateur            | Feinstein 47,9 % – 43,1 %      |
| 1996  | Président           | Clinton 48,2 % – 35,4 %        |
| 1998  | Gouverneur          | Davis 56,8 % - 35,9 %          |
| 1998  | Sénateur            | Boxer 53,2 % – 41,8 %          |
| 2000  | Président           | Gore 50,0 % – 41,0 %           |
| 2000  | Sénateur            | Feinstein 53,1 % – 36,0 %      |
| 2002  | Gouverneur          | Davis 46,9 % – 36,3 %          |
| 2003  | Recall              | Non 53,0 % - 47,0 %            |
| 2003  | Recall              | Schwarzenegger 40.8% – 36.0%   |
| 2004  | Président           | Kerry 59,7 % – 38,4 %          |
| 2004  | Sénateur            | Boxer 60,5 % – 34,2 %          |
| 2006  | Gouverneur          | Schwarzenegger 51,0 % – 40,9 % |
| 2006  | Sénateur            | Feinstein 62,7 % – 29,6 %      |
| 2008  | Président           | Obama 65,6 % – 31,7 %          |
| 2010  | Gouverneur          | Brown 57,0 % – 35,9 %          |
| 2010  | Sénateur            | Boxer 59,4 % – 34,6 %          |
| 2012  | Président           | Romney 56,6 % – 40,3 %         |
| 2012  | Sénateur            | Emken (en) 57,5 % – 42,5 %     |
| 2014  | Gouverneur          | Kashkari (en) 56,5 % – 43,5 %  |
| 2016  | Président           | Trump 56,2 % – 36,5 %          |
| 2016  | Sénateur            | Harris 59,7 % – 40,3 %         |
| 2018  | Gouverneur          | Cox 61,2 % – 38,8 %            |
| 2018  | Sénateur            | de León (en) 59,9 % – 40,1 %   |
| 2020  | Président           | Trump 56,4 % – 41,1 %          |
| 2021  | Recall              | Oui 61,8 % - 38,2 %            |
| 2022  | Gouverneur          | Dahle 67,2 % – 32,8 %          |
| 2022  | Sénateur            | Meuser 63,7 % – 36,3 %         |

## Liste des représentants du district
| Représentant                 | Parti       | Dates                            | Congrès         | Élections | Comtés |
| ---------------------------- | ----------- | -------------------------------- | --------------- | --- | --- |
| District créé le 4 mars 1865 |             |                                  |                 | | |
| Donald C. McRuer (en)        | Républicain | 4 mars 1865 - 3 mars 1867        | 39e             | Élu en 1864. Retrait. | 1865–1873 Fresno, Inyo, Kern, Los Angeles, Mariposa, Merced, Monterey, San Diego, San Francisco, San Luis Obispo, San Mateo, Santa Barbara, Santa Clara, Santa Cruz, Stanislaus, Tulare |
| Samuel Beach Axtell (en)     | Démocrate   | 4 mars 1867 - 3 mars 1871        | 40e et 41e      | Élu en 1867. Réélu en 1868. Retrait.                                                                                           | 1865–1873 Fresno, Inyo, Kern, Los Angeles, Mariposa, Merced, Monterey, San Diego, San Francisco, San Luis Obispo, San Mateo, Santa Barbara, Santa Clara, Santa Cruz, Stanislaus, Tulare |
| Sherman Otis Houghton        | Républicain | 4 mars 1871 - 3 mars 1873        | 42e             | Élu en 1871. Redécoupage vers le 4e district.                                                                                  | 1865–1873 Fresno, Inyo, Kern, Los Angeles, Mariposa, Merced, Monterey, San Diego, San Francisco, San Luis Obispo, San Mateo, Santa Barbara, Santa Clara, Santa Cruz, Stanislaus, Tulare |
| Charles Clayton (en)         | Républicain | 4 mars 1873 - 3 mars 1875        | 43e             | Élu en 1872. Retrait. | 1873–1885 San Francisco |
| William Adam Piper (en)      | Démocrate   | 4 mars 1875 - 3 mars 1877        | 44e             | Élu en 1875. Non réélu. | 1873–1885 San Francisco |
| Horace Davis (en)            | Républicain | 4 mars 1877 - 3 mars 1881        | 45e et 46e      | Élu en 1876. Réélu en 1878. Non réélu.                                                                                         | 1873–1885 San Francisco |
| William Rosecrans            | Démocrate   | 4 mars 1881 - 3 mars 1885        | 47e et 48e      | Élu en 1880. Réélu en 1882. Retrait.                                                                                           | 1873–1885 San Francisco |
| Barclay Henley (en)          | Démocrate   | 4 mars 1885 - 3 mars 1887        | 49e             | Redécoupage depuis le 3e district et réélu en 1884.                                                                            | 1885–1895 Colusa, Del Norte, Humboldt, Lake, Lassen, Mendocino, Modoc, Napa, Plumas, Shasta, Sierra, Siskiyou, Sonoma, Tehama, Trinity |
| Thomas L. Thompson (en)      | Démocrate   | 4 mars 1887 - 3 mars 1889        | 50e             | Élu en 1886. Non réélu. | 1885–1895 Colusa, Del Norte, Humboldt, Lake, Lassen, Mendocino, Modoc, Napa, Plumas, Shasta, Sierra, Siskiyou, Sonoma, Tehama, Trinity |
| John J. De Haven (en)        | Républicain | 4 mars 1889 - 1er octobre 1890   | 51e             | Élu en 1888. Démissionne pour devenir juge à la Cour suprême de Californie.                                                    | 1885–1895 Colusa, Del Norte, Humboldt, Lake, Lassen, Mendocino, Modoc, Napa, Plumas, Shasta, Sierra, Siskiyou, Sonoma, Tehama, Trinity |
| Vacant                       | Vacant      | 1er octobre - 9 décembre 1890    | 51e             | | 1885–1895 Colusa, Del Norte, Humboldt, Lake, Lassen, Mendocino, Modoc, Napa, Plumas, Shasta, Sierra, Siskiyou, Sonoma, Tehama, Trinity |
| Thomas J. Geary (en)         | Démocrate   | 9 décembre 1890 - 3 mars 1895    | 51e, 52e et 53e | Élu pour terminer le mandat de Have. Réélu en 1890 et 1892. Redécoupage vers le 2e district.                                   | 1885–1895 Colusa, Del Norte, Humboldt, Lake, Lassen, Mendocino, Modoc, Napa, Plumas, Shasta, Sierra, Siskiyou, Sonoma, Tehama, Trinity |
| John All Barham (en)         | Républicain | 4 mars 1895 - 3 mars 1901        | 54e, 55e et 56e | Élu en 1894. Réélu en 1896 et 1898. Retrait.                                                                                   | 1895–1903 Del Norte, Humboldt, Lassen, Marin, Mendocino, Modoc, Napa, Plumas, Shasta, Sierra, Siskiyou, Sonoma, Tehama, Trinity |
| Frank Coombs (en)            | Républicain | 4 mars 1901 - 3 mars 1903        | 57e             | Élu en 1900. Non réélu. | 1895–1903 Del Norte, Humboldt, Lassen, Marin, Mendocino, Modoc, Napa, Plumas, Shasta, Sierra, Siskiyou, Sonoma, Tehama, Trinity |
| James Gillett                | Républicain | 4 mars 1903 - 4 novembre 1906    | 58e et 59e      | Élu en 1902. Réélu en 1904. Démissionne après son élection comme gouverneur.                                                   | 1903–1913 Alpine, Amador, Calaveras, Del Norte, El Dorado, Humboldt, Lassen, Marin, Mariposa, Modoc, Mono, Nevada, Placer, Plumas, Shasta, Sierra, Siskiyou, Tehama, Trinity, Tuolumne |
| Vacant                       | Vacant      | 4 - 6 novembre 1906              | 59e             | | 1903–1913 Alpine, Amador, Calaveras, Del Norte, El Dorado, Humboldt, Lassen, Marin, Mariposa, Modoc, Mono, Nevada, Placer, Plumas, Shasta, Sierra, Siskiyou, Tehama, Trinity, Tuolumne |
| William F. Englebright (en)  | Républicain | 6 novembre 1906 - 3 mars 1911    | 59e, 60e et 61e | Élu pour terminer le mandat de Gillett et le même jour en 1906 pour un autre mandat. Réélu en 1908. Non réélu.                 | 1903–1913 Alpine, Amador, Calaveras, Del Norte, El Dorado, Humboldt, Lassen, Marin, Mariposa, Modoc, Mono, Nevada, Placer, Plumas, Shasta, Sierra, Siskiyou, Tehama, Trinity, Tuolumne |
| John E. Raker (en)           | Démocrate   | 4 mars 1911 - 3 mars 1913        | 62e             | Élu en 1910. Redécoupage vers le 2e district et réélu en 1912 et 1914. Retrait.                                                | 1903–1913 Alpine, Amador, Calaveras, Del Norte, El Dorado, Humboldt, Lassen, Marin, Mariposa, Modoc, Mono, Nevada, Placer, Plumas, Shasta, Sierra, Siskiyou, Tehama, Trinity, Tuolumne |
| William Kent (en)            | Indépendant | 4 mars 1913 - 3 mars 1917        | 63e et 64e      | Redécoupage depuis le 2e district et réélu en 1912 et 1914. Retrait.                                                           | 1943–1953 Butte, Colusa, Del Norte, Glenn , Humboldt, Lake, Marin, Mendocino, Sonoma, Sutter, Yuba |
| Clarence F. Lea (en)         | Démocrate   | 4 mars 1917 - 3 janvier 1949     | 65e au 80e      | Élu en 1916. Réélu en 1918, 1920, 1922, 1924, 1926, 1928, 1930, 1932, 1934, 1936, 1938, 1940, 1942, 1944 et 1946 Retrait.      | 1943–1953 Butte, Colusa, Del Norte, Glenn , Humboldt, Lake, Marin, Mendocino, Sonoma, Sutter, Yuba |
| Hubert B. Scudder (en)       | Républicain | 3 janvier 1949 - 3 janvier 1959  | 81e au 85e      | Élu en 1948. Réélu en 1950, 1952, 1954 et 1956. Retrait.                                                                       | 1943–1953 Butte, Colusa, Del Norte, Glenn , Humboldt, Lake, Marin, Mendocino, Sonoma, Sutter, Yuba |
| Hubert B. Scudder (en)       | Républicain | 3 janvier 1949 - 3 janvier 1959  | 81e au 85e      | Élu en 1948. Réélu en 1950, 1952, 1954 et 1956. Retrait.                                                                       | 1953–1963 Del Norte, Humboldt, Lake, Marin, Mendocino, Napa, Sonoma |
| Clement Woodnutt Miller (en) | Démocrate   | 3 janvier 1959 - 7 octobre 1962  | 86e et 87e      | Élu en 1958. Réélu en 1960. Mort en fonction. Réélu après sa mort en 1962.                                                     | |
| Vacant                       | Vacant      | 7 octobre 1962 - 22 janvier 1963 | 87e et 88e      | | |
| Vacant                       | Vacant      | 7 octobre 1962 - 22 janvier 1963 | 87e et 88e      | 1963–1967 Del Norte, Humboldt, Marin, Mendocino, Napa, Sonoma                                                                  | |
| Donald H. Clausen (en)       | Républicain | 22 janvier 1963 - 3 janvier 1975 | 88e au 93e      | Élu pour terminer le mandat de Miller. Réélu en 1964, 1966, 1968, 1970 et 1972 Réélu en 1968. Redécoupage vers le 2e district. | |
| Donald H. Clausen (en)       | Républicain | 22 janvier 1963 - 3 janvier 1975 | 88e au 93e      | Élu pour terminer le mandat de Miller. Réélu en 1964, 1966, 1968, 1970 et 1972 Réélu en 1968. Redécoupage vers le 2e district. | 1967–1973 Del Norte, Humboldt, Lake, Marin (en majorité), Mendocino, Napa, Sonoma |
| Donald H. Clausen (en)       | Républicain | 22 janvier 1963 - 3 janvier 1975 | 88e au 93e      | Élu pour terminer le mandat de Miller. Réélu en 1964, 1966, 1968, 1970 et 1972 Réélu en 1968. Redécoupage vers le 2e district. | 1973–1983 Butte, Glenn, Lassen, Modoc, Mono, Nevada, Placer, Plumas, Shasta, Sierra, Siskiyou, Tehama, Trinity, Yuba |
| Harold T. Johnson            | Démocrate   | 3 janvier 1975 - 3 janvier 1981  | 94e, 95e et 96e | Redécoupage depuis le 2e district et réélu en 1974, 1976 et 1978. Non réélu.                                                   | |
| Eugene A. Chappie (en)       | Républicain | 3 janvier 1981 - 3 janvier 1983  | 97e             | Élu en 1980. Redécoupage vers le 2e district.                                                                                  | |
| Douglas H. Bosco (en)        | Démocrate   | 3 janvier 1983 - 3 janvier 1991  | 98e au 101e     | Élu en 1982. Réélu en 1984, 1986 et 1988. Non réélu.                                                                           | 1983–1993 Del Norte, Humboldt, Lake (partie ouest), Mendocino, Napa (partie sud), Sonoma (partie nord) |
| Frank Riggs (en)             | Républicain | 3 janvier 1991 - 3 janvier 1993  | 102e            | Élu en 1990. Non réélu. | 1983–1993 Del Norte, Humboldt, Lake (partie ouest), Mendocino, Napa (partie sud), Sonoma (partie nord) |
| Daniel Hamburg (en)          | Démocrate   | 3 janvier 1993 - 3 janvier 1995  | 103e            | Élu en 1992. Non réélu. | 1993–2003 Del Norte, Humboldt, Lake (partie ouest), Mendocino, Napa, Solano (partie nord-ouest) Sonoma (partie nord-est) |
| Frank Riggs (en)             | Républicain | 3 janvier 1995 - 3 janvier 1999  | 104e et 105e    | Élu en 1994. Réélu en 1996. Retrait pour se présenter comme sénateur des États-Unis.                                           | 1993–2003 Del Norte, Humboldt, Lake (partie ouest), Mendocino, Napa, Solano (partie nord-ouest) Sonoma (partie nord-est) |
| Mike Thompson                | Démocrate   | 3 janvier 1999 - 3 janvier 2013  | 106e au 112e    | Élu en 1998. Réélu en 2000, 2002, 2004, 2006, 2008 et 2010. Redécoupage vers le 5e district.                                   | 1993–2003 Del Norte, Humboldt, Lake (partie ouest), Mendocino, Napa, Solano (partie nord-ouest) Sonoma (partie nord-est) |
| Mike Thompson                | Démocrate   | 3 janvier 1999 - 3 janvier 2013  | 106e au 112e    | Élu en 1998. Réélu en 2000, 2002, 2004, 2006, 2008 et 2010. Redécoupage vers le 5e district.                                   | 2003–2013 Del Norte, Humboldt, Lake, Mendocino, Napa,Sonoma (partie est), Yolo (partie sud) |
| Doug LaMalfa                 | Républicain | 3 janvier 2013 - en cours        | 113e - 119e     | Élu en 2012. Réélu en 2014. Réélu en 2016. Réélu en 2018. Réélu en 2020. Réélu en 2022. Réélu en 2024.                         | 2013-2023 Intérieur de la Californie du Nord, incluant les comtés de Butte, Lassen, Modoc, Plumas, Shasta, Sierra, Siskiyou et Tehama, ainsi que des portions des comtés de Glenn, Nevada et Placer. Et incluant les centres de Chico et Redding, respectivement dans les comtés de Butte et Shasta. 2023–présent |

## Résultats des récentes élections
Voici les résultats des dix précédents cycles électoraux dans le district.
Note : Pour les résultats depuis 1864 voir la page original (en anglais) juste ici : Résultats (en)

### 2004
| Élection de 2004 du 1er district congressionnel de Californie | Élection de 2004 du 1er district congressionnel de Californie | Élection de 2004 du 1er district congressionnel de Californie | Élection de 2004 du 1er district congressionnel de Californie | Élection de 2004 du 1er district congressionnel de Californie |
| ------------------------------------------------------------- | ------------------------------------------------------------- | ------------------------------------------------------------- | ------------------------------------------------------------- | ------------------------------------------------------------- |
| Parti                                                         | Parti                                                         | Candidat                                                      | Votes                                                         | %                                                             |
|                                                               | Démocrate                                                     | Mike Thompson (sortant)                                       | 189 336                                                       | 67,0                                                          |
|                                                               | Républicain                                                   | Lawrence R. Wiesner                                           | 79 970                                                        | 28,2                                                          |
|                                                               | Vert                                                          | Pamela Elizondo                                               | 13 635                                                        | 4,8                                                           |
| Total des votes                                               | Total des votes                                               | Total des votes                                               | 282 941                                                       | 100%                                                          |
|                                                               | Les Démocrates conservent                                     |                                                               |                                                               |                                                               |

### 2006
| Élection de 2006 du 1er district congressionnel de Californie | Élection de 2006 du 1er district congressionnel de Californie | Élection de 2006 du 1er district congressionnel de Californie | Élection de 2006 du 1er district congressionnel de Californie | Élection de 2006 du 1er district congressionnel de Californie |
| ------------------------------------------------------------- | ------------------------------------------------------------- | ------------------------------------------------------------- | ------------------------------------------------------------- | ------------------------------------------------------------- |
| Parti                                                         | Parti                                                         | Candidat                                                      | Votes                                                         | %                                                             |
|                                                               | Démocrate                                                     | Mike Thompson (sortant)                                       | 144 409                                                       | 66,3                                                          |
|                                                               | Républicain                                                   | John W. Jones                                                 | 63 194                                                        | 29,0                                                          |
|                                                               | Vert                                                          | Pamela Elizondo                                               | 6899                                                          | 3,1                                                           |
|                                                               | Paix et Liberté                                               | Tiomthy J. Stock                                              | 3503                                                          | 1,6                                                           |
| Total des votes                                               | Total des votes                                               | Total des votes                                               | 185 216                                                       | 100%                                                          |
|                                                               | Les Démocrates conservent                                     |                                                               |                                                               |                                                               |

### 2008
| Élection de 2008 du 1er district congressionnel de Californie | Élection de 2008 du 1er district congressionnel de Californie | Élection de 2008 du 1er district congressionnel de Californie | Élection de 2008 du 1er district congressionnel de Californie | Élection de 2008 du 1er district congressionnel de Californie |
| ------------------------------------------------------------- | ------------------------------------------------------------- | ------------------------------------------------------------- | ------------------------------------------------------------- | ------------------------------------------------------------- |
| Parti                                                         | Parti                                                         | Candidat                                                      | Votes                                                         | %                                                             |
|                                                               | Démocrate                                                     | Mike Thompson (sortant)                                       | 154 006                                                       | 68,2                                                          |
|                                                               | Républicain                                                   | Zane Starkewolf                                               | 53 561                                                        | 23,7                                                          |
|                                                               | Vert                                                          | Carol Wolman                                                  | 18 492                                                        | 8,1                                                           |
| Total des votes                                               | Total des votes                                               | Total des votes                                               | 226 059                                                       | 100%                                                          |
|                                                               | Les Démocrates conservent                                     |                                                               |                                                               |                                                               |

### 2010
| Élection de 2010 du 1er district congressionnel de Californie | Élection de 2010 du 1er district congressionnel de Californie | Élection de 2010 du 1er district congressionnel de Californie | Élection de 2010 du 1er district congressionnel de Californie | Élection de 2010 du 1er district congressionnel de Californie |
| ------------------------------------------------------------- | ------------------------------------------------------------- | ------------------------------------------------------------- | ------------------------------------------------------------- | ------------------------------------------------------------- |
| Parti                                                         | Parti                                                         | Candidat                                                      | Votes                                                         | %                                                             |
|                                                               | Démocrate                                                     | Mike Thompson (sortant)                                       | 136 605                                                       | 62,8                                                          |
|                                                               | Républicain                                                   | Loren Hanks                                                   | 67 217                                                        | 31,1                                                          |
|                                                               | Vert                                                          | Carol Wolman                                                  | 7576                                                          | 3,6                                                           |
|                                                               | Libertarien                                                   | Mike Rodrigues                                                | 5484                                                          | 2,5                                                           |
| Total des votes                                               | Total des votes                                               | Total des votes                                               | 216 882                                                       | 100%                                                          |
|                                                               | Les Démocrates conservent                                     |                                                               |                                                               |                                                               |

### 2012
| Élection de 2012 du 1er district congressionnel de Californie | Élection de 2012 du 1er district congressionnel de Californie | Élection de 2012 du 1er district congressionnel de Californie | Élection de 2012 du 1er district congressionnel de Californie | Élection de 2012 du 1er district congressionnel de Californie |
| ------------------------------------------------------------- | ------------------------------------------------------------- | ------------------------------------------------------------- | ------------------------------------------------------------- | ------------------------------------------------------------- |
| Parti                                                         | Parti                                                         | Candidat                                                      | Votes                                                         | %                                                             |
|                                                               | Républicain                                                   | Doug LaMalfa                                                  | 168 827                                                       | 57,4                                                          |
|                                                               | Démocrate                                                     | Jim Reed                                                      | 131 548                                                       | 42,6                                                          |
| Total des votes                                               | Total des votes                                               | Total des votes                                               | 294 213                                                       | 100%                                                          |
|                                                               | Les Républicains conservent                                   |                                                               |                                                               |                                                               |

### 2014
| Élection de 2014 du 1er district congressionnel de Californie | Élection de 2014 du 1er district congressionnel de Californie | Élection de 2014 du 1er district congressionnel de Californie | Élection de 2014 du 1er district congressionnel de Californie | Élection de 2014 du 1er district congressionnel de Californie |
| ------------------------------------------------------------- | ------------------------------------------------------------- | ------------------------------------------------------------- | ------------------------------------------------------------- | ------------------------------------------------------------- |
| Parti                                                         | Parti                                                         | Candidat                                                      | Votes                                                         | %                                                             |
|                                                               | Républicain                                                   | Doug LaMalfa (sortant)                                        | 132 052                                                       | 61,0                                                          |
|                                                               | Démocrate                                                     | Heidi Hall                                                    | 84 320                                                        | 39,0                                                          |
| Total des votes                                               | Total des votes                                               | Total des votes                                               | 216 372                                                       | 100%                                                          |
|                                                               | Les Républicains conservent                                   |                                                               |                                                               |                                                               |

### 2016
| Élection de 2016 du 1er district congressionnel de Californie | Élection de 2016 du 1er district congressionnel de Californie | Élection de 2016 du 1er district congressionnel de Californie | Élection de 2016 du 1er district congressionnel de Californie | Élection de 2016 du 1er district congressionnel de Californie |
| ------------------------------------------------------------- | ------------------------------------------------------------- | ------------------------------------------------------------- | ------------------------------------------------------------- | ------------------------------------------------------------- |
| Parti                                                         | Parti                                                         | Candidat                                                      | Votes                                                         | %                                                             |
|                                                               | Républicain                                                   | Doug LaMalfa (sortant)                                        | 185 338                                                       | 59,1                                                          |
|                                                               | Démocrate                                                     | Jim Reed                                                      | 128 588                                                       | 40,9                                                          |
| Total des votes                                               | Total des votes                                               | Total des votes                                               | 314 036                                                       | 100%                                                          |
|                                                               | Les Républicains conservent                                   |                                                               |                                                               |                                                               |

### 2018
| Élection de 2018 du 1er district congressionnel de Californie | Élection de 2018 du 1er district congressionnel de Californie | Élection de 2018 du 1er district congressionnel de Californie | Élection de 2018 du 1er district congressionnel de Californie | Élection de 2018 du 1er district congressionnel de Californie |
| ------------------------------------------------------------- | ------------------------------------------------------------- | ------------------------------------------------------------- | ------------------------------------------------------------- | ------------------------------------------------------------- |
| Parti                                                         | Parti                                                         | Candidat                                                      | Votes                                                         | %                                                             |
|                                                               | Républicain                                                   | Doug LaMalfa (sortant)                                        | 160 046                                                       | 54,9                                                          |
|                                                               | Démocrate                                                     | Audrey Denney                                                 | 131 548                                                       | 45,1                                                          |
| Total des votes                                               | Total des votes                                               | Total des votes                                               | 291 594                                                       | 100%                                                          |
|                                                               | Les Républicains conservent                                   |                                                               |                                                               |                                                               |

### 2020
| Primaire de 2020 du 1er district congressionnel de Californie | Primaire de 2020 du 1er district congressionnel de Californie | Primaire de 2020 du 1er district congressionnel de Californie | Primaire de 2020 du 1er district congressionnel de Californie | Primaire de 2020 du 1er district congressionnel de Californie |
| ------------------------------------------------------------- | ------------------------------------------------------------- | ------------------------------------------------------------- | ------------------------------------------------------------- | ------------------------------------------------------------- |
| Parti                                                         | Parti                                                         | Candidat                                                      | Votes                                                         | %                                                             |
|                                                               | Républicain                                                   | Doug LaMalfa (sortant)                                        | 128 613                                                       | 54,6                                                          |
|                                                               | Démocrate                                                     | Audrey Denney                                                 | 92 655                                                        | 39,4                                                          |
|                                                               | Démocrate                                                     | Rob Lydon                                                     | 8745                                                          | 3,7                                                           |
|                                                               | Indépendant                                                   | Joseph LeTourneau IV                                          | 2769                                                          | 1,2                                                           |
|                                                               | Indépendant                                                   | Gregory Edward Cheadle                                        | 2596                                                          | 1,1                                                           |
|                                                               | Républicain                                                   | Kenneth E. Swanson (write-in)                                 | 13                                                            | 0,0                                                           |
| Total des votes                                               | Total des votes                                               | Total des votes                                               | 235 391                                                       | 100%                                                          |
|                                                               | Les Républicains conservent                                   |                                                               |                                                               |                                                               |

| Élection de 2020 du 1er district congressionnel de Californie | Élection de 2020 du 1er district congressionnel de Californie | Élection de 2020 du 1er district congressionnel de Californie | Élection de 2020 du 1er district congressionnel de Californie | Élection de 2020 du 1er district congressionnel de Californie |
| ------------------------------------------------------------- | ------------------------------------------------------------- | ------------------------------------------------------------- | ------------------------------------------------------------- | ------------------------------------------------------------- |
| Parti                                                         | Parti                                                         | Candidat                                                      | Votes                                                         | %                                                             |
|                                                               | Républicain                                                   | Doug LaMalfa (sortant)                                        | 204 190                                                       | 57,0                                                          |
|                                                               | Démocrate                                                     | Audrey Denney                                                 | 154 073                                                       | 43,0                                                          |
| Total des votes                                               | Total des votes                                               | Total des votes                                               | 358 263                                                       | 100%                                                          |
|                                                               | Les Républicains conservent                                   |                                                               |                                                               |                                                               |

### 2022
La Californie a tenu sa Primaire Jungle le 7 juin 2022, selon ce système de Primaire, tous les candidats sont sur le même bulletin de vote, et les deux arrivés en tête s'affronteront le jour de l'Élection Générale, à savoir le 8 novembre 2022.
| Primaire Jungle 2022 du 1er district congressionnel de Californie | Primaire Jungle 2022 du 1er district congressionnel de Californie | Primaire Jungle 2022 du 1er district congressionnel de Californie | Primaire Jungle 2022 du 1er district congressionnel de Californie | Primaire Jungle 2022 du 1er district congressionnel de Californie |
| ----------------------------------------------------------------- | ----------------------------------------------------------------- | ----------------------------------------------------------------- | ----------------------------------------------------------------- | ----------------------------------------------------------------- |
| Parti                                                             | Parti                                                             | Candidat                                                          | Votes                                                             | %                                                                 |
|                                                                   | Républicain                                                       | Doug LaMalfa (sortant)                                            | 96 858                                                            | 57,1                                                              |
|                                                                   | Démocrate                                                         | Max Steiner                                                       | 55 549                                                            | 32,8                                                              |
|                                                                   | Républicain                                                       | Tim Geist                                                         | 11 408                                                            | 6,7                                                               |
|                                                                   | Indépendant                                                       | Rose Penelope Yee                                                 | 5777                                                              | 3,4                                                               |

| Élection de 2022 du 1er district congressionnel de Californie | Élection de 2022 du 1er district congressionnel de Californie | Élection de 2022 du 1er district congressionnel de Californie | Élection de 2022 du 1er district congressionnel de Californie | Élection de 2022 du 1er district congressionnel de Californie |
| ------------------------------------------------------------- | ------------------------------------------------------------- | ------------------------------------------------------------- | ------------------------------------------------------------- | ------------------------------------------------------------- |
| Parti                                                         | Parti                                                         | Candidat                                                      | Votes                                                         | %                                                             |
|                                                               | Républicain                                                   | Doug LaMalfa (sortant)                                        | 152 839                                                       | 62,1                                                          |
|                                                               | Démocrate                                                     | Max Steiner                                                   | 93 386                                                        | 37,9                                                          |
| Total des votes                                               | Total des votes                                               | Total des votes                                               | 246 225                                                       | 100%                                                          |
|                                                               | Les Républicains conservent                                   |                                                               |                                                               |                                                               |

### 2024
La Californie a tenu sa Primaire Jungle le 5 mars 2024, selon ce système de Primaire, tous les candidats sont sur le même bulletin de vote, et les deux arrivés en tête s'affronteront le jour de l'Élection Générale, à savoir le 5 novembre 2024.
| Primaire Jungle 2024 du 1er district congressionnel de Californie | Primaire Jungle 2024 du 1er district congressionnel de Californie | Primaire Jungle 2024 du 1er district congressionnel de Californie | Primaire Jungle 2024 du 1er district congressionnel de Californie | Primaire Jungle 2024 du 1er district congressionnel de Californie |
| ----------------------------------------------------------------- | ----------------------------------------------------------------- | ----------------------------------------------------------------- | ----------------------------------------------------------------- | ----------------------------------------------------------------- |
| Parti                                                             | Parti                                                             | Candidat                                                          | Votes                                                             | %                                                                 |
|                                                                   | Républicain                                                       | Doug LaMalfa (sortant)                                            | 122 858                                                           | 66,7                                                              |
|                                                                   | Démocrate                                                         | Rose Peneloppe Yee                                                | 41 669                                                            | 22,6                                                              |
|                                                                   | Démocrate                                                         | Mike Doran                                                        | 19 734                                                            | 10,7                                                              |

| Élection de 2024 du 1er district congressionnel de Californie | Élection de 2024 du 1er district congressionnel de Californie | Élection de 2024 du 1er district congressionnel de Californie | Élection de 2024 du 1er district congressionnel de Californie | Élection de 2024 du 1er district congressionnel de Californie |
| ------------------------------------------------------------- | ------------------------------------------------------------- | ------------------------------------------------------------- | ------------------------------------------------------------- | ------------------------------------------------------------- |
| Parti                                                         | Parti                                                         | Candidat                                                      | Votes                                                         | %                                                             |
|                                                               | Républicain                                                   | Doug LaMalfa (sortant)                                        | 208 592                                                       | 65,3                                                          |
|                                                               | Démocrate                                                     | Rose Peneloppe Yee                                            | 110 636                                                       | 34,7                                                          |
| Total des votes                                               | Total des votes                                               | Total des votes                                               | 319 228                                                       | 100%                                                          |
|                                                               | Les Républicains conservent                                   |                                                               |                                                               |                                                               |